# Jeshua Anderson
Jeshua Anderson (né le 22 juin 1989) est un athlète américain spécialiste du 400 mètres et du 400 mètres haies.

## Carrière
Triple champion universitaire, Jeshua Anderson remporte le 400 m haies en plein air des Championnats des États-Unis de Eugene devant le champion du monde 2005 Bershawn Jackson et le double champion olympique (2000, 2008) Angelo Taylor. Les trois hommes se qualifient par la même occasion pour les Championnats du monde de Daegu.
Les trois ont fini avec seulement 1/100 d'écart, Anderson et Jackson en 47 s 93 et Taylor en 47 s 94.
« Cette victoire a une signification particulière car Bershawn et Angelo sont des sources d'inspiration pour moi », confie Anderson après son titre national qualificatif.
Il plonge de façon spectaculaire sur les lignes d'arrivée, ce qui en fait une de ses caractéristiques.

## Palmarès
| Date | Compétition                   | Lieu      | Résultat | Épreuve     | Temps         |
| ---- | ----------------------------- | --------- | -------- | ----------- | ------------- |
| 2008 | Championnats du monde juniors | Bydgoszcz | 1er      | 400 m haies | 48 s 68       |
| 2008 | Championnats du monde juniors | Bydgoszcz | 1er      | 4 x 400 m   | 3 min 03 s 86 |
| 2011 | Universiade                   | Shenzhen  | 1er      | 400 m haies | 49 s 03       |
| 2015 | Jeux panaméricains            | Toronto   | 5e       | 400 m haies | 48 s 95       |

### Records
| Épreuve          | Performance | Lieu    | Date         |
| ---------------- | ----------- | ------- | ------------ |
| 400 mètres       | 46 s 08     | Seattle | 2 mai 2009   |
| 400 mètres haies | 47 s 93     | Eugene  | 26 juin 2011 |